# Czabai-kert
Az érdi Czabai-kertet 1977-ben helyezték természetvédelmi oltalom alá, azzal a céllal, hogy „őrizze a táj régi állapotát tükröző tölgyállományt, biztosítsa a környék madárvilágának zavartalan fészkelését, nyújtson lehetőséget az erdő természetes fejlődésének megfigyelésére, nyújtson a látogatónak maradandó esztétikai élményt, és adjon lehetőséget az értékes tölgymakktermés erdősítésre való felhasználására.”

## Elhelyezkedése
Érd-Parkvárosban a Radnai és a Bikszádi utca találkozásánál terül el a Czabai-kert. A mindössze 0,66 hektárnyi kiterjedésű, zárt terület híven őrzi a korábbi vegetáció emlékét. A növényállomány nem tekinthető háborítatlan, elsődleges erdőnek. Az 1920-1930 körüli irtás után a korábbi állomány újult meg.

## Fái

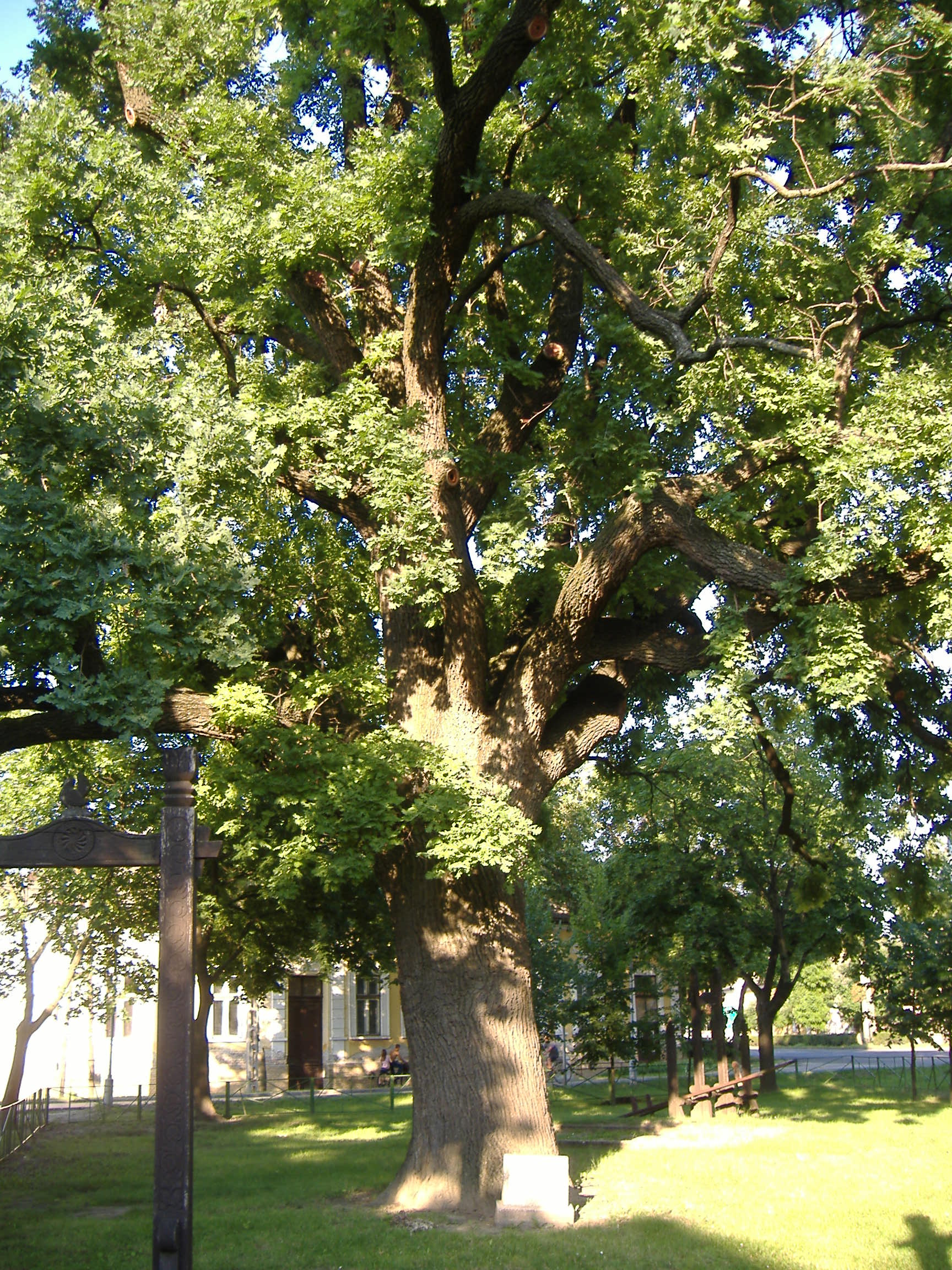
Egy kocsányos tölgy, a Juhász Gyula-emlékfa Makón

A kert legjellemzőbb fája a kocsányos tölgy (Quercus robur) és a kocsánytalan tölgy (Quercus petraea). A kocsányos tölgy termése, a jól ismert kupacsos makk a kocsányon helyezkedik el, viszont levelei igen rövid nyelűek. A kocsányos tölgy rügyei, hajtásai és a levelek fonákja kopasz, míg a kocsánytalan tölgyé molyhos. A Czabai-kertben megtalálható a mezei juhar (Acer campestre) és a közönséges dió (Juglans regia) is. Az 50-70 éves faállomány a környék megelőző állapotának ritkaságszámba menő reliktuma. Megmaradása és kedvező fejlődése elsősorban annak köszönhető, hogy a terület volt és jelenlegi tulajdonosa lehetőségeihez mérten igyekezett megóvni a fákat, biztosítani a szükséges, alapvető kezelést.
A Czabai-kertet 1977-ben helyezték természetvédelmi oltalom alá, azzal a céllal, hogy „őrizze a táj régi állapotát tükröző tölgyállományt, biztosítsa a környék madárvilágának zavartalan fészkelését, nyújtson lehetőséget az erdő természetes fejlődésének megfigyelésére, nyújtson a látogatónak maradandó esztétikai élményt, és adjon lehetőséget az értékes tölgymakktermés erdősítésre való felhasználására.”
A jelenleg 238 darabból álló, 14–22 m magas, 30–55 cm törzsátmérőjű faállományt az utóbbi években súlyosan károsítja a fehér fagyöngy (Viscum album), mely elhatalmasodva számos fa pusztulását idézte elő. A kert tulajdonosa, Czabai Balázs lelkiismeretesen gondját viseli fáinak, és előzetes bejelentésre szívesen fogadja az érdeklődőket.